# Videserto
La Videserto (Videsert in dialetto milanese, AFI: [videˈzɛrt]) è una cascina posta nel territorio comunale di San Giuliano Milanese a sudovest del centro abitato, verso Locate Triulzi. Essa si trova a notevole distanza dalla sede municipale, essendo isolata in campagna insieme alla vicina cascina Cantalupo.

## Storia
Videserto è una località di antica origine, da sempre legata al territorio milanese. La località apparteneva alla pieve di San Giuliano, e confinava con Sesto Ulteriano a nord, Rancate ad est, Zunico a sud, e Locate Triulzi ad ovest. Al censimento del 1751 la località fece registrare 153 residenti.
In età napoleonica, nel 1805, la popolazione era scesa a 116 unità; nel 1809 il Comune di Videserto venne soppresso ed aggregato al comune di Zunico, a sua volta annessa a Carpiano nel 1811; tutti i centri recuperarono comunque l'autonomia nel 1816, in seguito all'istituzione del Regno Lombardo-Veneto.
Il Comune di Videserto venne definitivamente soppresso dagli austriaci il 24 luglio 1841, venendo annesso per ragioni stradali e di tradizione ecclesiastica a Viboldone, del quale seguì poi le sorti nel tempo.